# Будудира, Бернар
Бернар Будудира (рунди Bernard Bududira, август 1934 года, Бурунди — 19 ноября 2005 года, Бурури, Бурунди) — католический прелат, епископ Бурури с 17 сентября 1973 года по 19 ноября 2005 год.

## Биография
8 июля 1963 года Бернар Будудира был рукоположён в священника.
17 сентября 1973 года Римский папа Павел VI назначил Бернара Будудира епископом Будудиры. 30 ноября 1973 года состоялось рукоположение Бернара Будудиры в епископа, которое совершил архиепископ Гитеги Андре Макаракиза в сослужении с епископом Нгози в отставке Жозе Мартеном и епископом Нгози Станисласом Кабурунгу.
Скончался 19 ноября 2005 года в городе Бурури.